# سرگئی کریموف
سرگئی کریموف (انگلیسی: Sergei Karimov; ۲۱ دسامبر ۱۹۸۶ – ۲۴ دسامبر ۲۰۱۹) بازیکن فوتبال اهل قزاقستان بود.
از باشگاه‌هایی که در آن بازی کرده‌است می‌توان به باشگاه فوتبال دویسبورگ و باشگاه فوتبال وولفسبورگ اشاره کرد.
وی همچنین در تیم ملی فوتبال قزاقستان بازی کرده‌است.